# Panilla minima
Panilla minima là một loài bướm đêm trong họ Erebidae.